# Division I 2002-2003
La Division I 2002-2003 è stata la 100ª edizione della massima serie del campionato belga di calcio disputata tra il settembre 2002 e il maggio 2003 e conclusa con la vittoria del Club Bruges, al suo dodicesimo titolo.
Capocannoniere del torneo furono Cédric Roussel (Mons) e Wesley Sonck (KRC Genk), con 22 reti.

## Formula
Come nella stagione precedente le squadre partecipanti furono 18 e disputarono un turno di andata e ritorno per un totale di 34 partite.
Le ultime due classificate retrocedettero in Division 2.
Il KFC Lommel si ritirò alla ventiseiesima giornata e i suoi risultati furono annullati.
Le società ammesse alle coppe europee furono sei: le prime due classificate si qualificarono alla UEFA Champions League 2003-2004, la terza e la vincitrice della coppa nazionale alla Coppa UEFA 2003-2004 e altre due squadre alla coppa Intertoto 2003.

## Classifica finale
|    | Classifica         | G  | V  | N | P  | GF | GS | Dif | Pt |
| -- | ------------------ | -- | -- | - | -- | -- | -- | --- | -- |
| 1  | Club Bruges        | 32 | 25 | 4 | 3  | 96 | 33 | +63 | 79 |
| 2  | Anderlecht         | 32 | 23 | 2 | 7  | 72 | 33 | +39 | 71 |
| 3  | Lokeren            | 32 | 18 | 6 | 8  | 69 | 51 | +18 | 60 |
| 4  | Sint-Truiden       | 32 | 16 | 8 | 8  | 63 | 44 | +19 | 56 |
| 5  | Lierse             | 32 | 16 | 8 | 8  | 51 | 41 | +10 | 56 |
| 6  | Genk               | 32 | 16 | 7 | 9  | 73 | 52 | +21 | 55 |
| 7  | Standard Liegi     | 32 | 14 | 8 | 10 | 53 | 39 | +14 | 50 |
| 8  | Gent               | 32 | 15 | 2 | 15 | 49 | 55 | -6  | 47 |
| 9  | Mons               | 32 | 13 | 4 | 15 | 45 | 45 | +0  | 43 |
| 10 | Westerlo           | 32 | 12 | 4 | 16 | 39 | 46 | -7  | 40 |
| 11 | KSK Beveren        | 32 | 12 | 2 | 18 | 52 | 69 | -17 | 38 |
| 12 | Anversa            | 32 | 9  | 7 | 16 | 44 | 55 | -11 | 34 |
| 13 | R.E. Mouscron      | 32 | 9  | 5 | 18 | 42 | 72 | -30 | 32 |
| 14 | Germinal Beerschot | 32 | 8  | 7 | 17 | 49 | 57 | -8  | 31 |
| 15 | Louvière           | 32 | 7  | 9 | 16 | 34 | 44 | -10 | 30 |
| 16 | Charleroi          | 32 | 6  | 9 | 17 | 39 | 66 | -27 | 27 |
| 17 | KV Mechelen        | 32 | 4  | 6 | 22 | 18 | 86 | -68 | 18 |
| 18 | KFC Lommel         | 0  | 0  | 0 | 0  | 0  | 0  | 0   | 0  |

### Verdetti
- Club Brugge campione del Belgio 2002-03.
- KV Mechelen e KFC Lommel retrocesse in Division II.